# Rosopsida
Rosopsida, botanički naziv za skupini biljaka cvjetnica koji je imao priznat status razreda u Revealovom sustavu biljne klasifikakcije iz 1997. godine. Ime nosi po porodici ružovki (Rosaceae), a opisao ga je Batsch, 1788. 
Ovaj Revealov razred podijeljen je na podrazrede koji se ne podudaraju s porodicama na koje su ih drugi znanstvenici podijelili:
- Caryophyllidae s redovima Caryophyllales, Polygonales i Plumbaginales
- Hamamelididae s redovima Trochodendrales, Eupteleales, Cercidiphyllales, Myrothamnales, Hamamelidales, Casuarinales, Barbeyales, Balanopales, Didymelales, Daphniphyllales, Simmondsiales, Fagales, Corylales, Myricales, Rhoipteleales, Juglandales.
- Dilleniidae s redovima Dilleniales, Paracryphiales, Theales, Physenales, Ochnales, Elatinales, Ancistrocladales, Dioncophyllales, Lecythidales, Sarraceniales, Nepenthales, Droserales, Actinidiales, Ericales, Diapensiales, Bruniales, Geissolomatales, Fouquieriales, Euphorbiales, Urticales, Cucurbitales, Begoniales, Thymelaeales, Malvales, Cistales, Styracales, Primulales, Violales, Passiflorales, Caricales, Salicales, Elaeocarpales, Tamaricales, Moringales, Gyrostemonales, Batales, Capparales.
- Rosidae s redovima: Cunoniales, Cephalotales, Greyiales, Francoales, Crossosomatales, Saxifragales, Gunnerales, Haloragales, Podostemales, Brexiales, Parnassiales, Celastrales, Salvadorales, Aquifoliales, Corynocarpales, Medusandrales, Santalales, Rosales, Geraniales, Linales, Balsaminales, Vochysiales, Polygalales, Fabales, Sapindales, Tropaeolales, Limnanthales, Sabiales, Connarales, Rutales, Coriariales, Burserales, Rhamnales, Elaeagnales, Proteales, Vitales, Rhizophorales, Myrtales.
- Cornidae s redovima:  Hydrangeales, Roridulales, Garryales, Desfontainiales, Aralidiales, Cornales, Eucommiales, Torricelliales, Pittosporales, Byblidales, Araliales, Dipsacales.
- Lamiidae s redovima: Gentianales, Rubiales, Apocynales, Solanales, Loasales, Oleales, Lamiales, Hydrostachyales, Hippuridales
- Asteridae s redovma: Menyanthales, Goodeniales, Stylidiales, Campanulales, Calycerales, Asterales[1]